# نووسپیاشوو
نووسپیاشوو (به لاتین: Novosepyashevo) یک منطقهٔ مسکونی در روسیه است که در باشقیرستان واقع شده‌است.